# Netværket af Ungdomsråd
Netværket af Ungdomsråd (NAU) er en tværpolitisk ungdomsorganisation for demokratisk funderede projekter for unge mellem 13 og 30 år, som fx ungdomsråd, ungdomshuse og lignende. Det primære formål er at servicere medlemmerne ved blandt andet at arrangere opkvalificerende kurser, styrke erfaringsudvekslingen mellem medlemmerne og støtte medlemmerne i deres arbejde.
Målet er desuden at udbrede kendskabet til ungdomsrådsidéen nationalt. Endelig søger Netværket af Ungdomsråd også at være platform for det internationale ungdomsrådsarbejde.

## NAUs historie
Netværket af Ungdomsråd blev oprettet under navnet U-Nettet i 1995 som et samarbejde mellem en række ungdomsråd i Danmark. Det var en tid, hvor tanken om ungdomsråd vandt indpas hos de danske kommunalpolitikere, og hvor ungdomsråd begyndte at spire i hele landet. 
I 1985, ti år før dannelsen af Netværket af Ungdomsråd, var det FNs internationale ungdomsår, og her blev mange ungdomsråd dannet på opfordring af daværende indenrigsminister Britta Schall Holberg. I et brev til alle kommuner opfordrede Britta Schall Holberg til at oprette ungdomsråd, hvor de unge selv var drivkraft. Den politiske indsats gav pote, og i løbet af de næste tre år (1985-1988) blev der oprettet 76 ungdomsråd rundt om i landet. Noget gik dog galt, for allerede i 1988 var antallet af ungdomsråd faldet til 27, og i 1994 var det officielle antal af ungdomsråd kun 8.
Men i midten af 90'erne blev ungdomsrådstanken igen aktuel, da regeringen lancerede sin nye ungdomspolitik. Netværket af Ungdomsråd blev dannet på initiativ af en række ungdomsråd for at styrke kommunikationen og udvekslingen af idéer og erfaringer. Desuden skulle organisationen hjælpe de spirende ungdomsråd med råd og vejledning.
I dag har Netværket af Ungdomsråd registreret ca. 63 ungdomsråd i Danmark. Der er 48 medlemmer af NAU pr. december 2016.